# Římskokatolická farnost Zachotín
Římskokatolická farnost Zachotín je územním společenstvím římských katolíků v rámci pelhřimovského vikariátu českobudějovické diecéze.

## O farnosti

### Historie
První písemná zmínka o obci pochází z roku 1379. V Zachotíně byla v roce 1788 zřízena lokálie, ze které byla následně v roce 1858 vytvořena samostatná farnost.

### Současnost
Farnost je administrována ex currendo z Chvojnova. 
| Fotografie | Kostel                      | Místo    | Bohoslužba    | Bohoslužba                            | Poznámka     |
| ---------- | --------------------------- | -------- | ------------- | ------------------------------------- | ------------ |
|            | Kostel Narození Panny Marie | Zachotín | neděle sobota | 9.45 (lichý měsíc) 17.00 (sudý měsíc) | farní kostel |